# Palác národů
Palác národů (francouzsky: Palais des Nations) je sídlem Kanceláře Organizace spojených národů (United Nations Office). Nachází se v Ženevě ve Švýcarsku. Byl postaven v letech 1929 až 1936, aby sloužil jako sídlo Společnosti národů. Byl jejím hlavním sídlem od roku 1936 do roku 1946, kdy Společnost národů zanikla. Budovu pak převzalo nástupnické OSN. Byť význam budovy od té doby poklesl, je stále prostorem mezivládních setkání. Je druhým největším prostorem OSN na světě, po jeho newyorském sídle. Pravidelně v něm zasedá například Rada pro lidská práva OSN a Světová zdravotnická organizace. Ke spolupráci na konečném architektonickém návrhu bylo přizváno pět architektů: Julien Flegenheimer ze Švýcarska, Camille Lefèvre a Henri-Paul Nénot z Francie, Carlo Broggi z Itálie a József Vágó z Maďarska. Zajímavé je, že komise pominula mnoho jiných, později známějších architektů, kteří se přihlásili do soutěže: Henrika Petruse Berlageho, Victora Hortu nebo Josefa Hoffmana. Výsledný návrh bývá řazen k neoklasicismu. Peníze na stavbu poskytl John D. Rockefeller ml. Pod základním kamenem paláce je časová schránka obsahující dokument se jmény členských států Společnosti národů, kopii zakládací smlouvy a mince všech zemí zastoupených na desátém shromáždění Společnosti. Palác představoval v době dokončení (1936), co do objemu, druhý největší stavební komplex v Evropě po Versailles. Přesto byl dále rozšiřován: V letech 1950 až 1952 byla k budově „K“ přistavěna tři patra a přibyla budova „D“. Budova „E“ byla přidána v letech 1968 až 1973, čímž se celkový počet konferenčních místností zvýšil o 11, na 34. Palác má také 2800 kanceláří s celkovým objemem 853 000 metrů kubických. Palác se nachází v parku Ariana, který v roce 1890 odkázal městu Ženeva Gustave de Revilliod de la Rive, a to za dvou podmínek: že park zůstane vždy přístupný veřejnosti a že bude v parku pohřben. Park má 46 hektarů. Budova má výhled na Ženevské jezero a francouzské Alpy v pozadí.